# Ruth (kráter na Měsíci)

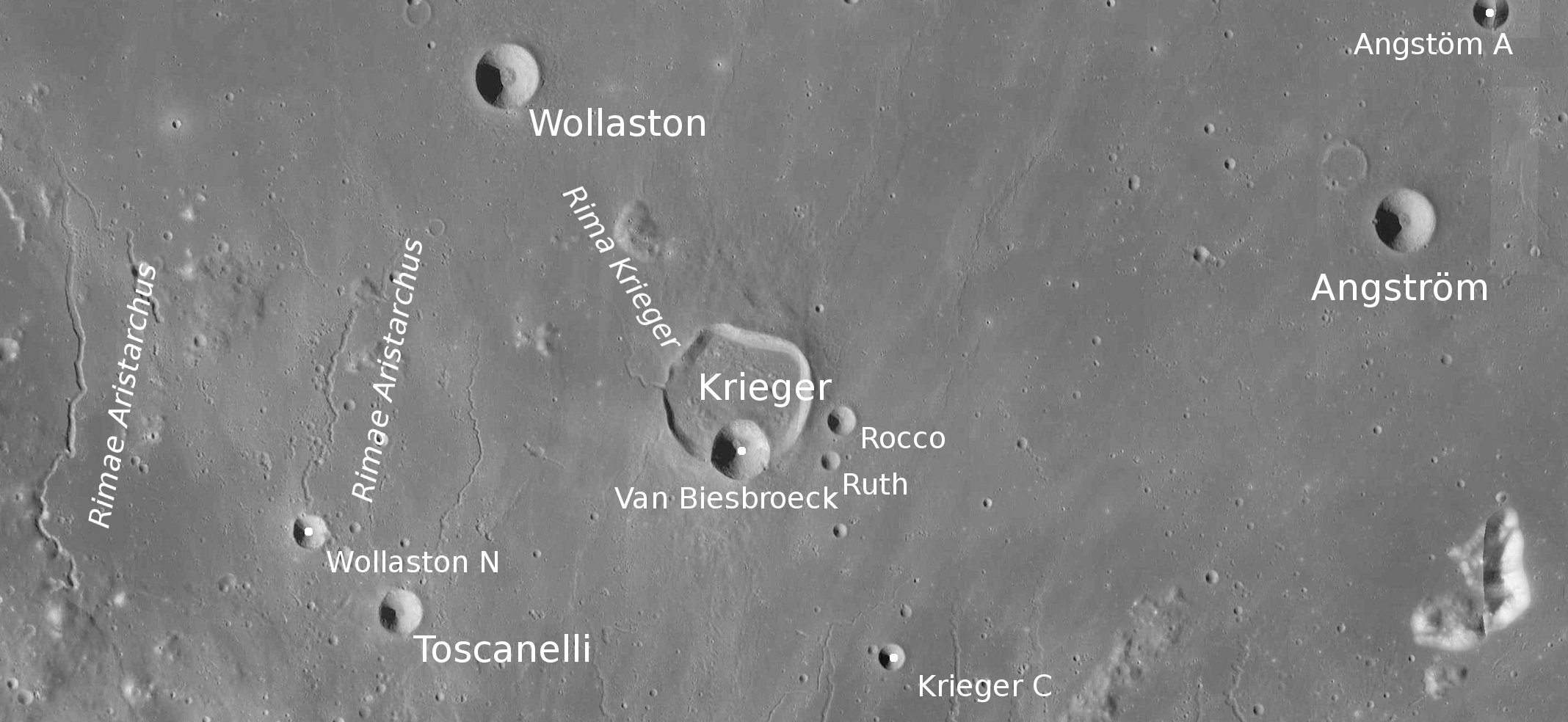
Kráter Ruth a okolí.

Ruth je malý impaktní kráter typu kráterové jamky nacházející se ve východní části měsíčního moře Oceanus Procellarum (Oceán bouří) na přivrácené straně Měsíce. Má průměr 3 km, jeho dno postrádá centrální pahorek. Mezinárodní astronomická unie je pojmenovala na současný název v roce 1976.
Ruth leží východně od dvojice kráterů Krieger (který má lávou zatopené dno) a Van Biesbroeck. Severně lze nalézt další malou kráterovou jamku Rocco. Více severozápadně leží kráter Wollaston, západo-jihozápadně Toscanelli a východo-severovýchodně Angström. Dále západně a jižně se táhne síť brázd Rimae Aristarchus.

## Název
Pojmenován je podle židovského ženského křestního jména Rút.